# Kościół Matki Bożej Szkaplerznej w Warce
Kościół Matki Bożej Szkaplerznej w Warce – rzymskokatolicki kościół parafialny należący do dekanatu wareckiego archidiecezji warszawskiej.

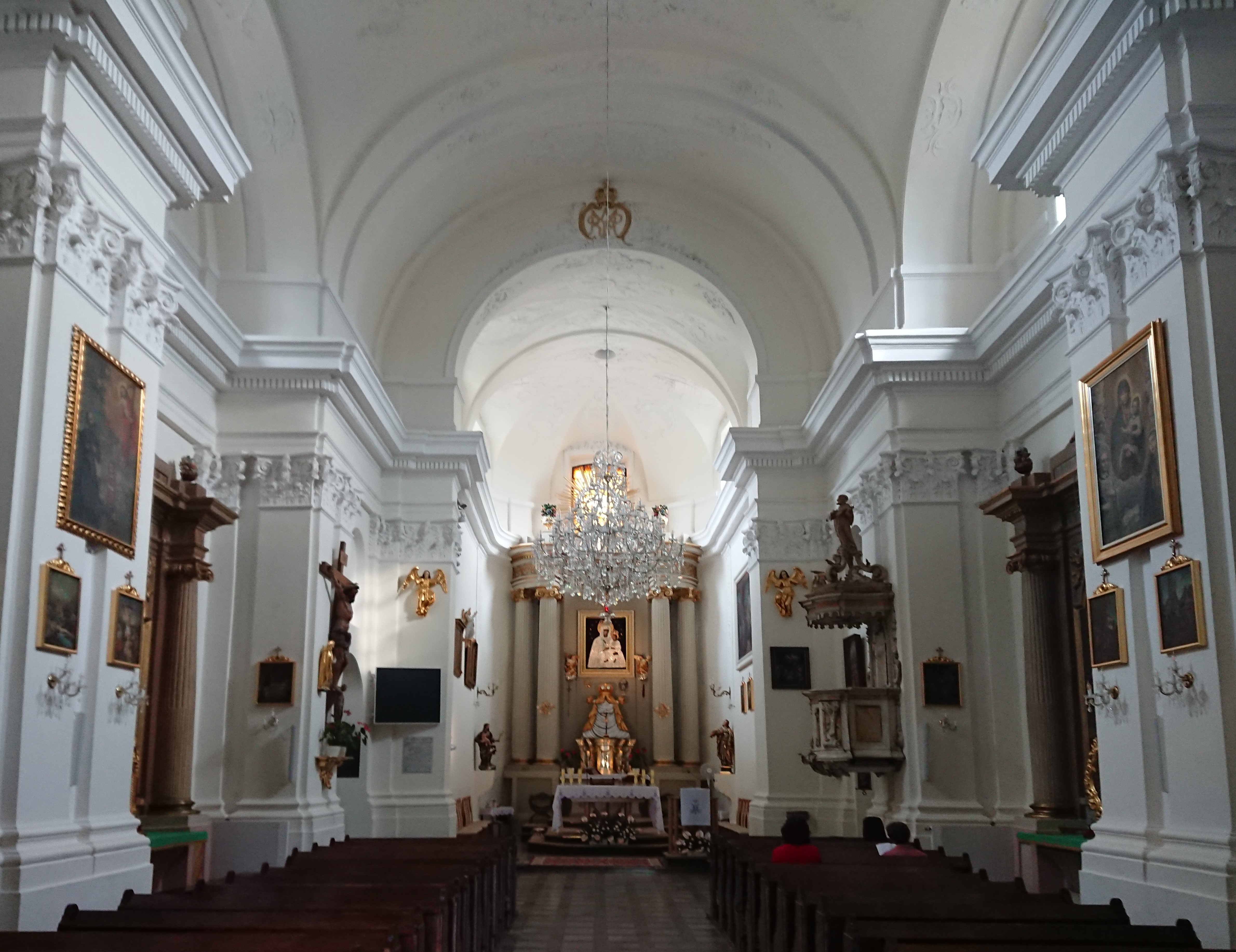
Wnętrze świątyni

Świątynia została wzniesiona razem z klasztorem w latach 1630-1730 dla zakonu Franciszkanów, którzy zostali sprowadzeni do Warki w 1610 roku. W kościele znajduje się obraz Matki Boskiej z Dzieciątkiem znany jako Matka Boża Warecka, który został sprowadzony do miasta przez Franciszkanów. W kaplicy Pana Jezusa Ukrzyżowanego znajduje się zdobiona kopuła. Ambona została wykonana w stylu rokokowym. Na sklepieniu świątyni znajduje się jedyna na Mazowszu sztukateria, reprezentująca ten sam styl. Konfesjonał został wykonany w stylu barokowym. W krypcie świątyni są umieszczone szczątki książąt mazowieckich, przeniesione ze zrujnowanego kościoła dominikańskiego: Trojdena I, Siemowita II oraz księżnej Anny Danuty, a także Marianny Zielińskiej, matki Kazimierza Pułaskiego. Franciszkanie rezydowali przy kościele do 1864 roku, kiedy dekretem carskim ich klasztor został skasowany.